# Valérie Bergère
Pour les articles homonymes, voir Bergère.
Valérie Bergère (1875–1938) est une comédienne germano-américaine de l'Entre-deux-guerres, active à Broadway.

## Biographie
Valérie Bergère naît à Metz le 2 février 1875, pendant la première annexion allemande. Elle émigre aux États-Unis, où elle joue la comédie et tourne des rôles secondaires dans plusieurs films.
Valérie Bergère décède le 16 septembre 1938, à l'âge de 63 ans à Hollywood, en Californie.

## Filmographie
- It's Love I'm After ( L'Aventure de minuit ) de Archie Mayo (1937) : rôle de Madeleine, la bonne de Joyce.
- The Singing Marine ( Voici l'escadre ) de Ray Enright (1937) : rôle d'une dame chinoise dans un show
- Meet the Missus de Joseph Santley (1937) : rôle de Mrs. North-West
- Pure Feud de Joseph Henabery (1934) : rôle de la cuisinière
- The Wild Girl de Howard Estabrook (1917)

## Théâtre
- Hobo (1931) : Pièce dramatique de Frank Merlin
- Inspector Kennedy (1929-1930). Pièce dramatique de Milton Herbert Gropper et Edna Sherry.

## Sources
- Ressources relatives à l'audiovisuel :   - AllMovie
  - IMDb
- Ressource relative au spectacle :   - Internet Broadway Database